# Styrax portoricensis
Styrax portoricensis, conocido localmente como palo de jazmin, es una especie de planta perteneciente a la familia Styracaceae. Es endémica de  Puerto Rico. Se la trata en peligro de extinción.
Es uno de los árboles más raros endémicas de Puerto Rico y se sabe que sólo se producen en el noreste del Bosque Nacional El Yunque.

## Descripción
Es un árbol perenne que puede alcanzar los 19,8 metros de altura. Se reconoce por los pelos en forma de estrella  en las ramas, las venas de la superficie inferior de las hojas, las ramas de los racimos de flores, flores y frutos. Las hojas tienen forma elíptica,de 6,9 a 12 centímetros de largo y  3 a 5 centímetros de ancho, con  flores blanquecinas.

## Fuente
- World Conservation Monitoring Centre 1998.  Styrax portoricensis.   2006 IUCN Red List of Threatened Species.     Bajado el 23-08-07.